# Matemática pura

Uma ilustração do paradoxo de Banach-Tarski, um famoso resultado em matemática pura. Embora tenha sido provado que é possível converter uma esfera em duas usando apenas cortes e rotações, a transformação envolve objetos que não podem existir no mundo físico.

A matemática pura é a matemática que não tem ou não necessita se preocupar com sua possível aplicação em uma determinada área do conhecimento, sendo considerada uma matemática "estética". Entretanto o que aparentemente é abstrato e não aplicável em nada, acaba por muitas vezes ser útil às diversas disciplinas que "bebem da fonte" matemática.
Como exemplo, Godfrey Harold Hardy viveu em uma época em que a maioria das aplicações da matemática eram militares, e por esta razão ele defendeu o estudo da teoria dos números (que na época de Hardy não tinha aplicações e era estudada meramente pelo seu apelo intrínseco) e a descreveu como "dócil e pura". Décadas depois, a teoria dos números encontrou aplicações em criptografia (militar e industrial, e mais tarde também tornou seguras compras online e operações bancárias).
Os principais temas estudados nesta área são a álgebra, geometria e análise.

## Surgimento como álgebra
A disciplina matemática que estuda as relações entre números por intermédio de expressões simbólicas gerais é denominada álgebra. A álgebra surgiu a partir da aritmética, estágio inicial da evolução da matemática, provavelmente na Babilônia, quando foram criadas as equações e os métodos para reduzi-las. No século XVI, várias iniciativas se tomaram no sentido de simplificar a representação de fórmulas algébricas, mas atribui-se a François Viète a primeira sistematização de uma linguagem de sinais algébricos.
Em 1507, no livro Cosmographiae Introductio, Martin Waldseemüller empregou vogais para denotar incógnitas, e consoantes para as grandezas constantes. As potências de um número "A" eram assim escritas: Aq(quadrado), Ac(cubo), Aqq(duplo quadrado).
Foi Descartes quem primeiro utilizou as letras x, y e z para as incógnitas e a, b e c para as constantes e quem empregou expoentes em potências. A solução de sistemas de equações lineares por meio de matrizes e determinantes parece ter sido ideia de Leibniz, mas o primeiro tratamento sistemático da teoria dos determinantes deve-se a Alexandre-Theóphile Vandermonde, em 1771, e Pierre-Simon Laplace, em 1772.
Nos séculos seguintes os matemáticos dedicaram-se a encontrar métodos gerais para solucionar equações algébricas de diferentes graus.

## Generalidade e abstração
Um conceito central na matemática pura é a ideia de generalidade; a matemática pura geralmente apresenta uma tendência aumentada para a generalidade.
- Generalizando-se  teoremas ou estruturas matemáticas pode levar-nos a uma compreensão mais profunda dos teoremas ou estruturas originais.
- Com esse método, podemos simplificar a apresentação do material, resultando em provas mais curtas ou argumentos fáceis de concluir.
- Usa-se a generalidade também para evitar a duplicação de esforços, mostrando um resultado geral em vez de ter que provar casos separados de forma independente, ou utilizando os resultados de outras áreas da matemática.

Generalidades podem facilitar as conexões entre os diferentes ramos da matemática. Neste sentido a teoria das categorias é a área da matemática dedicada a explorar esta comunhão de estrutura entre as diversas áreas da matemática.
O impacto da metodologia da generalidade sobre a intuição é dependente tanto da materialidade do assunto quanto de uma questão de preferência pessoal ou estilo de aprendizagem. Frequentemente ela é vista como um obstáculo à intuição, embora certamente possa funcionar como um auxílio ao mesmo, em particular quando se fornecem analogias à intuição.

## Purismo
Os matemáticos sempre tiveram opiniões divergentes sobre a distinção entre matemática pura e aplicada. Um dos mais famosos exemplos modernos deste debate pode ser encontrado na obra de Godfrey Harold Hardy, A Mathematician's Apology.
Hardy considera a matemática aplicada "feia e sem graça". Embora Hardy tem uma nítida preferencia pela matemática pura, que ele muitas vezes compara com uma "pintura e poesia", Hardy argumenta que a distinção entre matemática pura e aplicada é que esta existe simplesmente para explicar verdades físicas em uma estrutura matemática, enquanto que a matemática pura expressa verdades que são independentes do mundo físico. Hardy fez uma distinção separada das matemáticas, entre o que ele chamou de "matemáticas reais", "que tem valor estético permanente", e "as partes maçantes e elementares de matemática" que têm uso prático.